# Герб Пуерто-Рико
Ге́рб Пуе́рто-Ри́ко — офіційний символ Пуерто-Рико. У зеленому щиті срібний Агнець Божий, що тримає срібну хоругву з червоним хрестом і сидить на червоній книзі з сімома срібними печатками на червоних стрічках. В облямівці розташовані герби Кастильського, Леонського, Єрусалимського королівств, а також прапор Кастильської Корони. Дарований іспанським королем 1511 року. Найстаріший герб Нового світу. Затверджений урядом країни 1976 року.

## Значення
Зелене тіло щита символізує рослинність острова. Зображені на щиті агнець (Божий) і прапор символізують Івана Хрестителя, а книга з сімома печатками, на якій сидить агнець, символізує книгу Одкровення Іоанна Богослова. Обрамлення щита складається з декількох елементів: замки і леви зображують королівства Кастилії і Леона, а прапор з гербами — Арагонського і Сицилійського королівство. Єрусалимський хрест уособлює Єрусалимське королівство, чиї спадкові права перейшли до королівства Сицилія, а потім до іспанської корони. Буква F і стріли (ісп. Flechas) представляють Фернандо II Арагонського, буква Y і ярмо (ісп. Yugo) — королеву Ізабеллу I Кастильську. Девіз на латині «Joannes Est Nomem Ejus» (цитата з Євангелія від Луки, 1:63, що означає «Іван імення йому») нагадує про те, що спочатку острів називався Сан-Хуан-Баутиста на честь Івана Хрестителя.

## Печатка
Усі штати США використовують печатки як офіційний символ. Печатка Пуерто-Рико на відміну від початкового герба позбавлена християнських символів: у ягняти в центрі відсутній німб, а замість прапора з хрестом він тримає білий прапор. Крім того, на книзі немає печаток книги Одкровення.